# Gerhard Spitzer
Gerhard Spitzer (* 14. August 1964 in Wien) ist ein österreichischer Politiker (SPÖ). Er ist seit 2008 Abgeordneter zum Wiener Landtag und Mitglied des Wiener Gemeinderats.

## Ausbildung und Beruf
Gerhard Spitzer absolvierte zunächst die Volksschule in Breitenlee und besuchte im Anschluss acht
Jahre lang das Gymnasium Bernoullistraße. 1983 begann Spitzer ein Studium der Handelswissenschaften, dass er jedoch 1986 abbrach. Spitzer wechselte sein Studium und studierte in der Folge von 1986 bis 1992 Betriebswissenschaften, das er mit dem Grad Mag. rer. soc. oec. abschloss. Spitzer war neben seinem Studium in der Schülerbetreuung des Vereins Wiener Jugendzentren tätig und machte sich zwischen 1989 und 1994 im Marketing als Texter und Konzeptionist einer Werbeagentur selbständig. Zwischen 1991 und 1994 war Spitzer zudem freiberuflicher Kundenberater einer Werbeagentur. Spitzer ist seit 1994 Geschäftsführer der SPÖ-Bezirksorganisation Floridsdorf.

## Politik
Gerhard Spitzer war zwischen 1996 Bezirksrat in der Bezirksvertretung Floridsdorf und ab 1998 auch Klubvorsitzender. Im Jahr 2000 wechselte er in die Funktion des Bezirksvorsteher-Stellvertreters, die er bis 2008 ausübte. Seit 24. Jänner 2008 vertritt er die SPÖ im Wiener Landtag und Gemeinderat, wo er Angela Lueger ablöste. 
Spitzer war oder ist Mitglied im Bund Sozialdemokratischer Akademiker (BSA), der Sozialistischen Jugend (SJ), in der Junge Generation und im Sozialdemokratischen Wirtschaftsverband.